# Мартин Алейда
Мартин Алейда (индон. Martin Aleida; р. 31 декабря 1943, Танджунг-Балей, Северная Суматра) — индонезийский писатель и журналист. Псевдоним, настоящее имя Нурлан.

## Краткая биография
Получил начальное и среднее образование в своем родном городе (1962), затем учился на гуманитарном факультете Университета Северной Суматры в Медане (не окончил). Позднее завершил курс по писательскому мастерству Джорджтаунского университета в Вашингтоне (1982).
В 1963 году переехал в Джакарту, где работал в театральной труппе и принимал участие в деятельности Общества народной культуры (Лекра), которое находилось под эгидой Компартии Индонезии (КПИ), был журналистом изданий КПИ «Хариан Ракьят» (Народная газета) и «Заман Бару» (Новый век). После событий 30 сентября 1965 г. был арестован и до 1966 г. около года находился в тюрьме.

## Творчество
С юных лет увлекался литературой. Дебютировал как писатель в 1962 г. публикацией своих произведений в различных средствах массовой информации. Источником вдохновения были книги Хамки и Прамудьи Ананта Тура. После освобождения из-под ареста пробивался различными заработками, с 1969 г. стал снова стал работать журналистом (журналы «Экспресс», «Темпо», «Бола») и активно печататься под псевдонимом Мартин Алейда (Мартин — в честь Мартина Лютера Кинга, Алейда — слово, выражающее восхищение у народов Суматры) Пишет рассказы и повести остро социального содержания, включая проблемы окружающей среды. Член Совета искусства Джакарты (2009—2012). Участник Международного народного трибунала по преступлениям против человечества 1965 года в Индонезии (2015, Гаага).

## Основные публикации
- Jangan Kembali Lagi (Не возвращайся снова — рассказ) // Horison, Juli 1969.
- Malam Kelabu, Ilyana dan Aku (Серая ночь, Ильяна и я — сборник рассказов, 1998).
- Layang-layang Itu Tak Lagi Mengepak Tinggi-tinggi (Воздушный змей, не поднимающийся больше ввысь — повесть, 1999).
- Perempuan Depan Kaca (Женщина перед зеркалом — сборник рассказов, 2000).
- Liontin Dewangga (Гобеленовый медальон — сборник рассказов, 2003).
- Jamangilak Tak Pernah Menangis (Никогда не плачущий Джамангилак — повесть, 2003).
- Mati Baik-Baik Kawan (Пусть смерть тебе будет пухом, друг — повесть, 2010).
- Langit Pertama Langit Kedua (Первое небо, второе небо — рассказы, путевые заметки, эссе, критика, дебаты, 2013).
- Tanah Air yang Hilang (Потерянная родина — сборник интервью с политэмигрантами, 2017)[5].
- Kata yang Membasuh Luka (Слова, очищающие раны, 2018).
- Romantisme Tahun Kekerasan (Романтика года насилия — мемуары, 2020)[6].
- Malam Kelabu (Серая ночь) // Perempuan dan Anak-anaknya. Membaca Cerpen Tentang Tragedi Masa Lalu. Jakarta: Gramedia, 2021.

## Награды
- Премия Министерства образования за сборник рассказов «Гобеленовый медальон» (2004).
- Премия «Докарим» школы искусства Докарим (Банда-Аче, 2005).
- Премия газеты «Компас» «За верность писательскому труду» (2013).
- Премия Министерства культуры и туризма Индонезии в категории «Искусство» (2014).
- Победитель конкурса газеты «Компас» в номинации «Лучший рассказ» (2017).